# Martre (animal)
Cet article court présente un sujet plus développé dans plusieurs articles dérivés.
Pour les articles homonymes, voir Martre et Marte.
Les termes « martre » et « marte » sont des noms vernaculaires ambigus en français, pouvant désigner plusieurs espèces différentes de mammifères (mustélidés, viverridés ou dasyuridés) :
- la Martre marsupiale, Chat marsupial moucheté ou Quoll oriental (Dasyurus viverrinus)[1],[2], qui appartient à la famille des dasyuridés ;
- la Martre à tête grise ou Tayra (Eira barbara)[3] ;
- la Martre, Grand grison ou Grison d'Allemand (Galictis vittata)[4],[5] ;
- la Martre des palmiers ou Civette palmiste à bandes (Hemigalus derbyanus)[1],[6], qui appartient à la famille des viverridés ;
- les Martres (genre Martes)[1],[3] ;
  - la Martre d'Amérique ou Martre des Hurons (M. americana)[1],[3] ;
  - la Martre à gorge jaune ou Martre d'Inde (M. flavigula)[1],[3] ;
  - la Martre fouine, Martre domestique ou Fouine (M. foina)[1],[3] ;
  - la Martre de l'Inde du Sud (M. gwatkinsii)[1] ;
  - la Martre des pins, Martre commune ou Martre ordinaire (M. martes)[1],[3] ;
  - la Martre du Japon (M. melampus)[1],[3] ;
  - la Martre zibeline ou Zibeline (M. zibellina)[1],[3] ;
- la Martre du Canada, Vison d'Amérique ou Putois vison (Neogale vison)[1] ;
- la Martre pêcheuse, Martre de Pennant ou Pékan (Pekania pennanti)[1],[3].

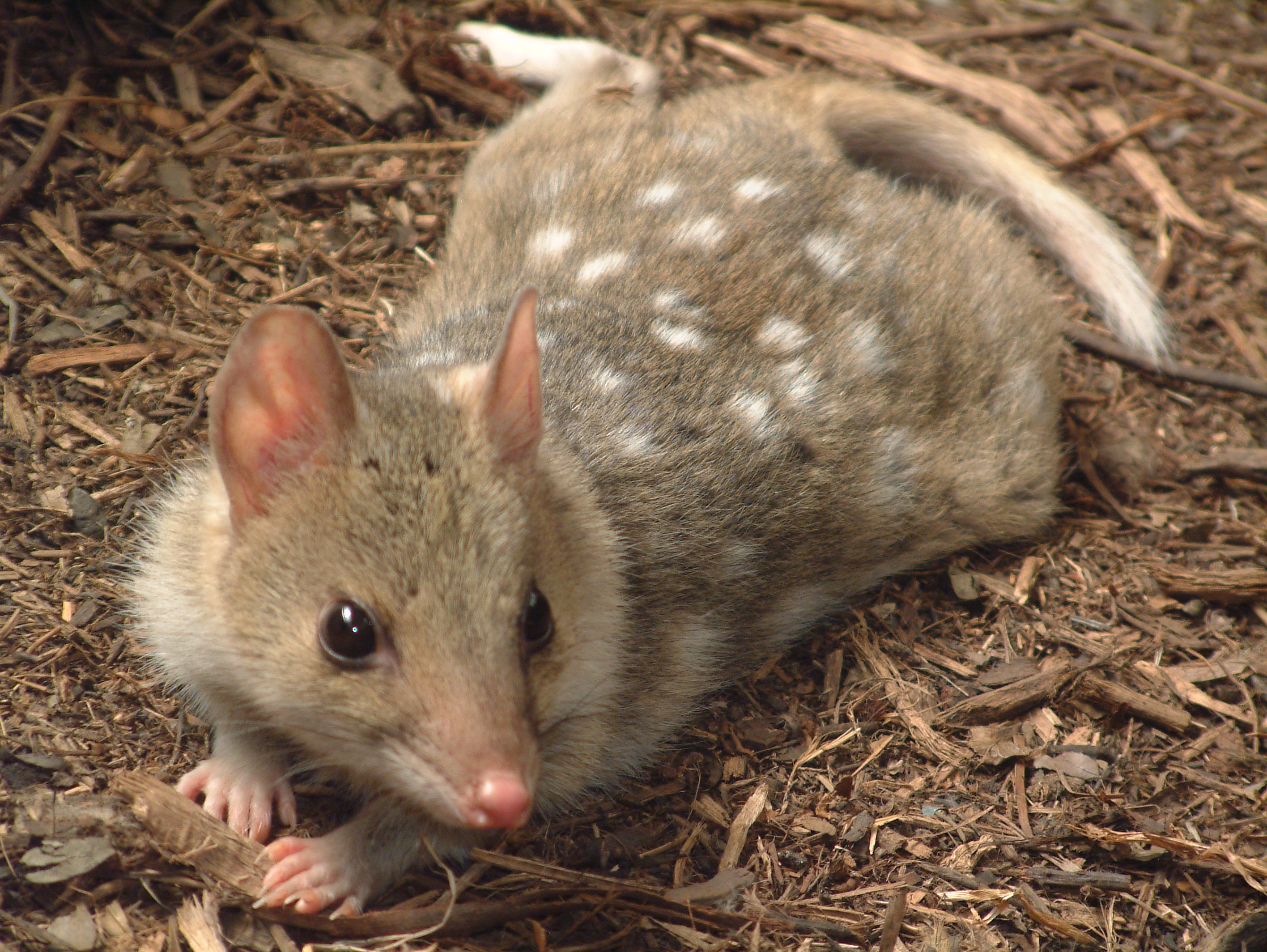
Martre marsupiale (Dasyurus viverrinus)
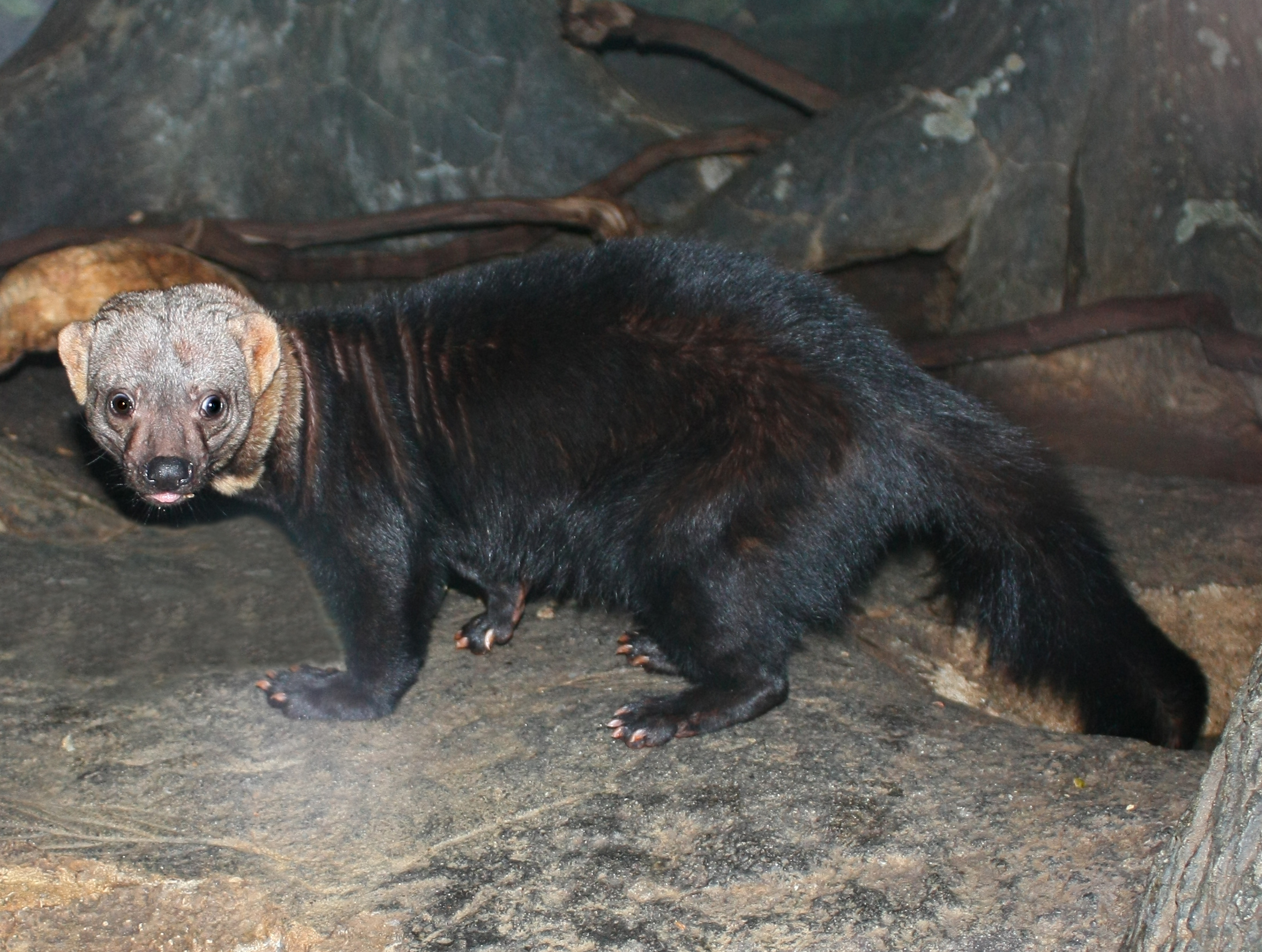
Martre à tête grise (Eira barbara)
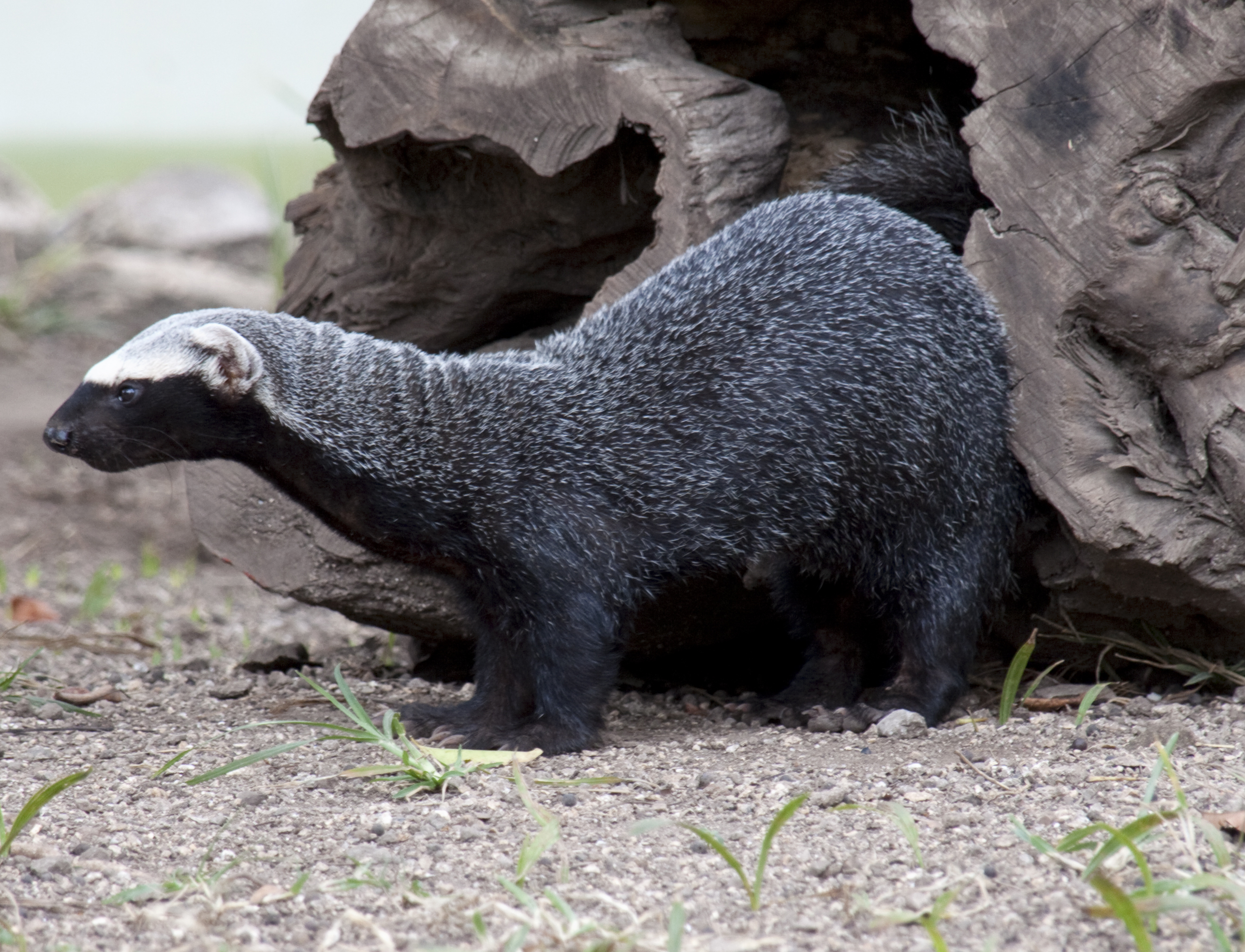
Martre (Galictis vittata)
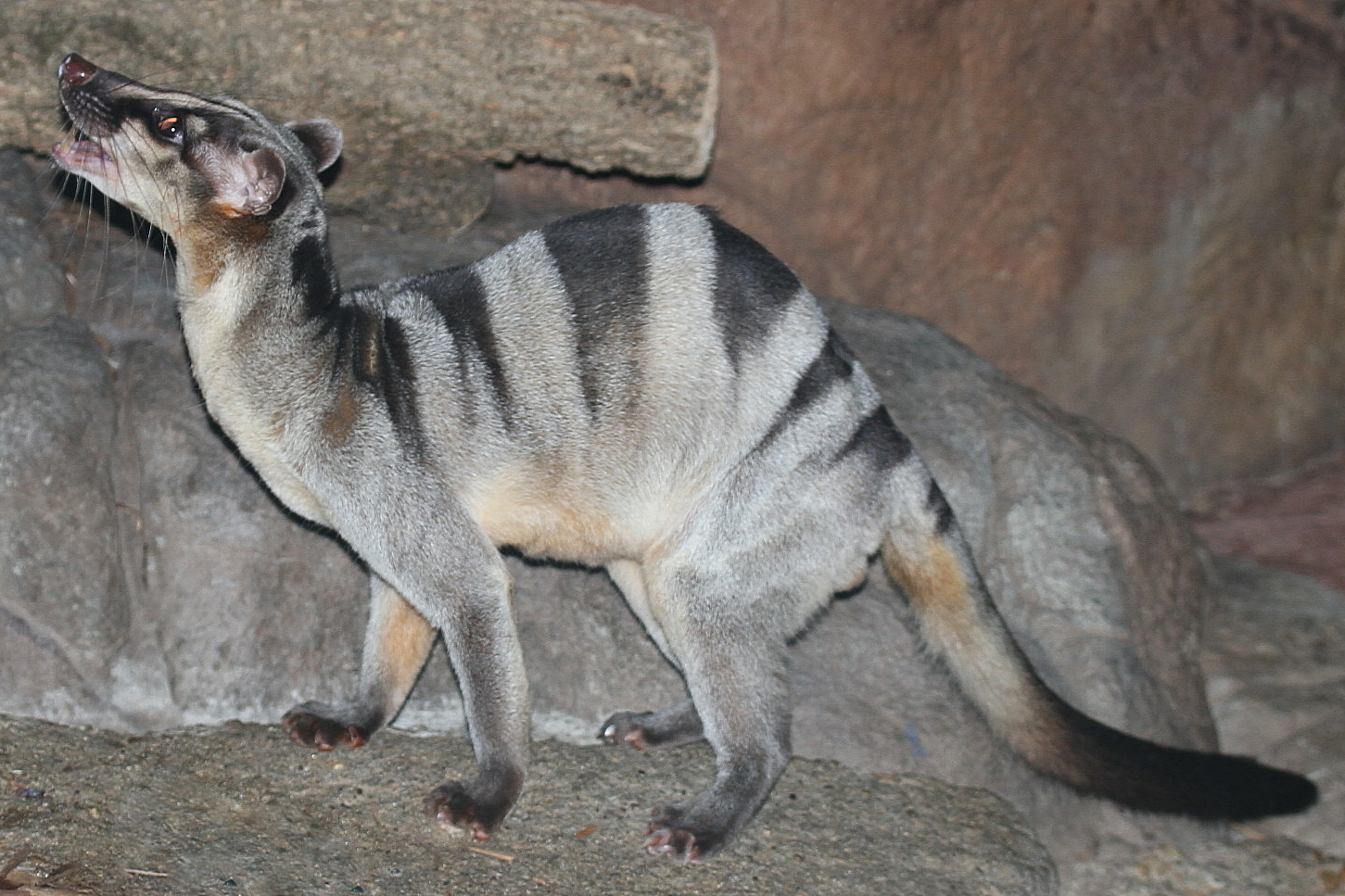
Martre des palmiers (Hemigalus derbyanus)

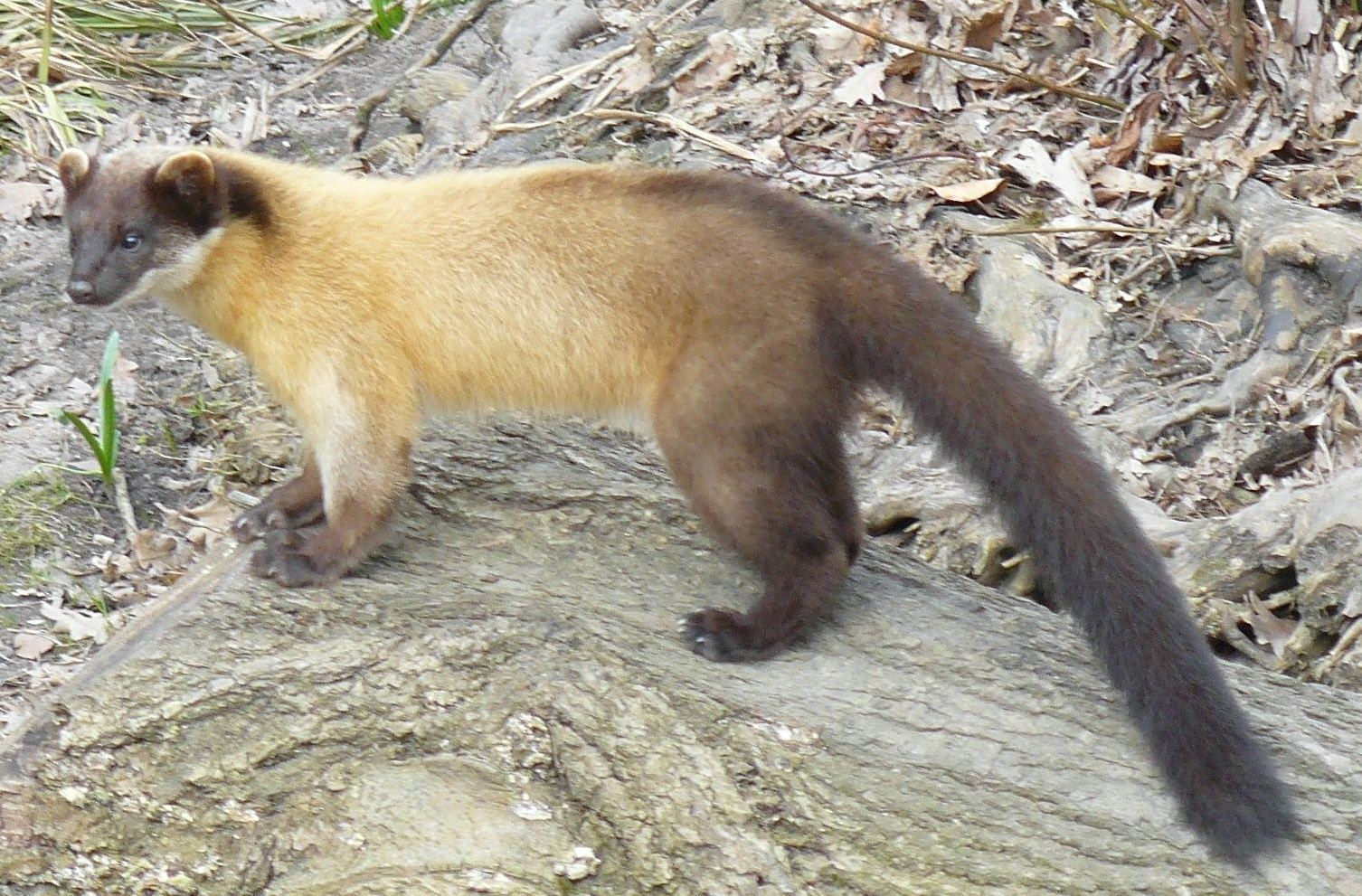
Martre à gorge jaune (Martes flavigula)
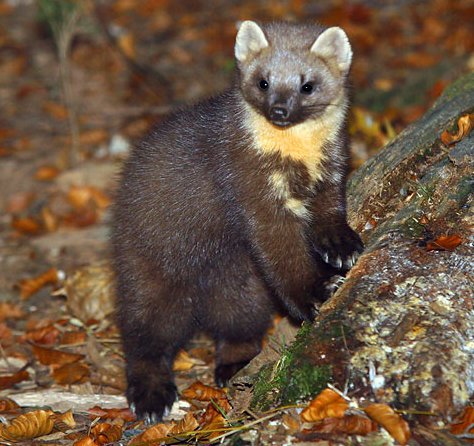
Martre des pins (M. martes)
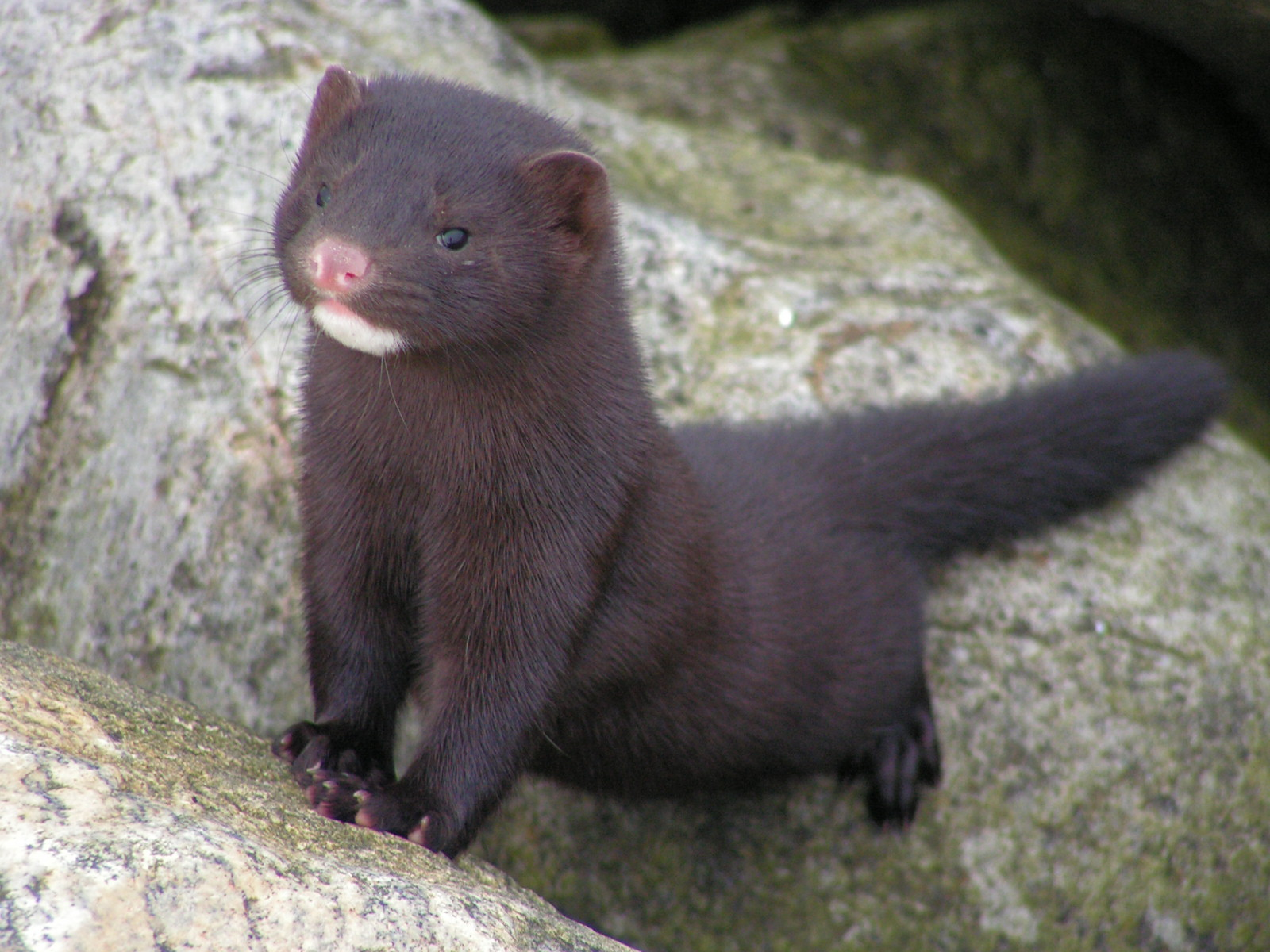
Martre du Canada (Neogale vison)
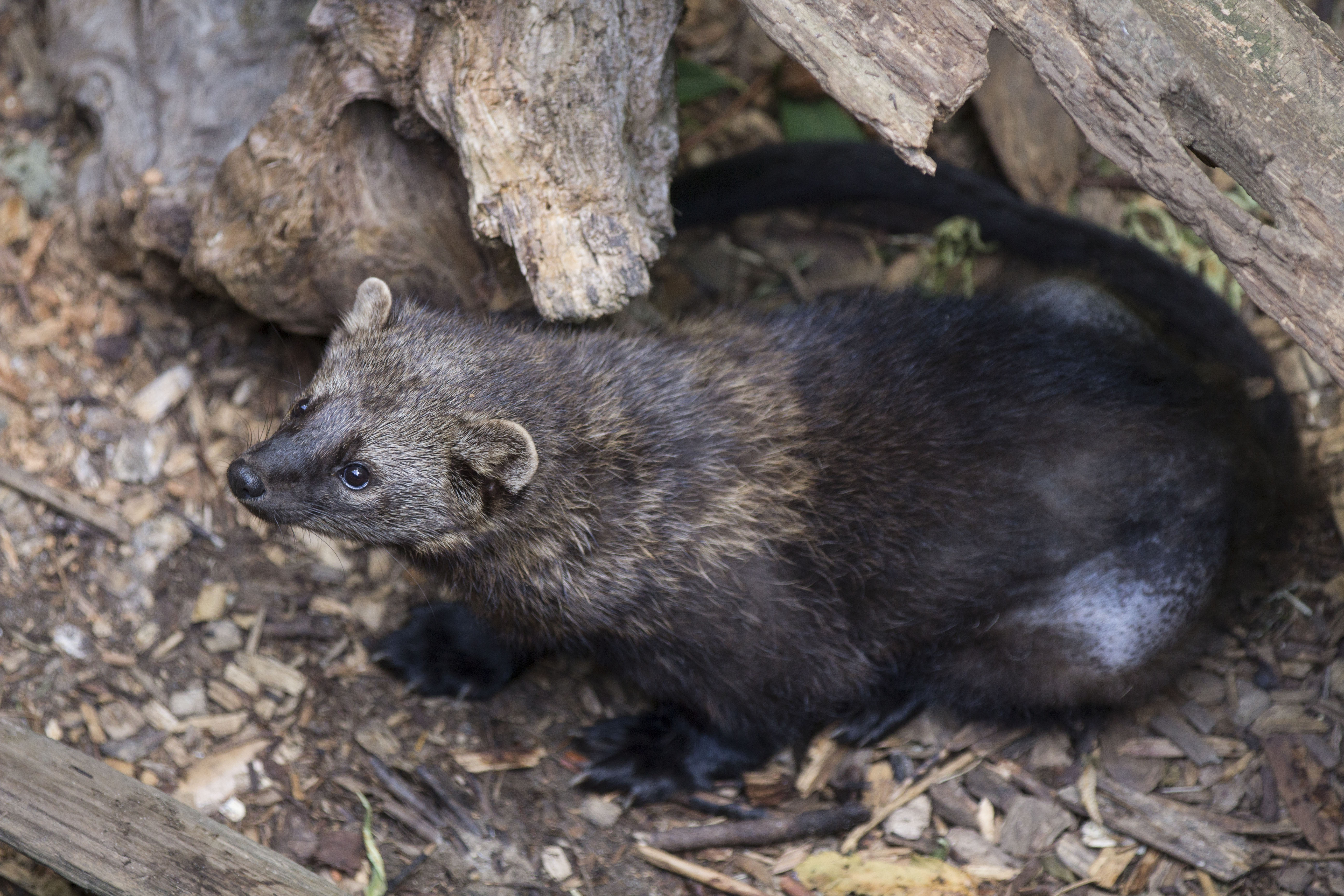
Martre pêcheuse (Pekania pennanti)